# Volksbank Rottweil
Die Volksbank Rottweil eG ist eine deutsche Genossenschaftsbank mit Sitz in Rottweil im Landkreis Rottweil (Baden-Württemberg).

## Geschichte
Ein erster Versuch der Gründung einer Genossenschaftsbank in Rottweil im Jahr 1854 blieb erfolglos. Am 28. Mai 1862 wurde dann von 15 Gründungsmitgliedern unter anderem von Carl Friedrich Rheinwald die Handwerkerbank Rottweil gegründet. Bis 1939 trug sie diesen Namen; dann wurde sie in Volksbank Rottweil umbenannt. Sitz war zunächst das Haus Hauptstraße 47 in Rottweil.
1865 erfolgte die Gründung der Spar- und Vorschussbank Sulz. Diese wurde später in Landwirtschafts- und Gewerbebank und 1940 Volksbank Sulz. Zwischen 1970 und 1990 kam es zu mehreren Fusionen mit anderen Genossenschaftsbanken. Im Jahr 2001 fusionierte die Sulzer Genossenschaftsbank mit der Volksbank Rottweil.

## Niederlassungen
Die Volksbank Rottweil unterhält 13 Geschäftsstellen, hat 117 Mitarbeiter, davon 8 Auszubildende, hat über 40.000 Kunden und 22.656 Mitglieder.
Das Geschäftsgebiet liegt hauptsächlich im Landkreis Rottweil und reicht von Denkingen, Frittlingen und Wellendingen über Rottweil, Zimmern ob Rottweil, Villingendorf und Dietingen nach Epfendorf und Oberndorf-Bochingen, dann weiter nach Vöhringen und Sulz-Bergfelden bis nach Sulz am Neckar und Dornhan.
Die Hauptgeschäftsstelle in Rottweil ist in einem ehemaligen Grafenhaus untergebracht. Die zweite Hauptgeschäftsstelle befindet sich in Sulz am Neckar.